# Gare de Tournemire - Roquefort
Gare de Tournemire - Roquefort vasútállomás Franciaországban,  Tournemire  településen, Roquefort-sur-Soulzon-hoz közel.

## Vasútvonalak
Az állomást az alábbi vasútvonalak érintik:
- Béziers-Neussargues-vasútvonal

## Kapcsolódó állomások
A vasútállomáshoz az alábbi állomások vannak a legközelebb:
- Gare de Ceilhes - Roqueredonde
- Gare de Saint-Rome-de-Cernon
- Gare de Montpaon